# Bunefer
Bunefer – żona Dżedefptaha, władcy starożytnego Egiptu z IV dynastii
Była córką Szepseskafa i Chentkaus I, jej rodzeństwem była siostra Chamaat, która została wydana za kapłana Ptahszepsesa z Memfis i sama została kapłanką, oraz brat Dżedefptah, którego również poślubiła (Kwiatkowski). Istnieją jeszcze inne teorie dotyczące tej postaci:
- była córką Menkaure i żoną Szepseskafa  (Clayton)
- była żoną Userkafa i to do niej należy piramida obok piramidy tego władcy (Kozloff)
- była drugim synem (!) Szepseskafa (Helck)
- jedynym dzieckiem Szepseskafa i Chentakaus I był Dżedefptah (Grimal), a więc Bunefer nie była dzieckiem tej pary.